# Loth Lorien (voilier)
Pour les articles homonymes, voir Loth (homonymie).
Le Loth Loriën est désormais une trois-mâts goélette qui a subi une importante rénovation en 2001-2002,  pour devenir un luxueux voilier de croisière.

## Historique
À l'origine il avait été conçu pour la pêche hauturière aux harengs, sous le nom de Njord.
Abandonné dès 1944, il est condamné à disparaître.
En 1989, l'armateur néerlandais Jaap Van der Rest renfloue l'épave  et le gréée en ketch à deux-mâts. Il fut utilisé comme navire-école.
En 2001, un mât supplémentaire lui restitue sa ligne de goélette.
Désormais il peut embarquer jusqu'à 90 passagers à la journée.
Possédant 10 cabines, il est aussi conçu pour des croisières de haute-mer pour 34 passagers.

## Participations
Présence à Rouen :
- Armada du siècle en 1999,
- Armada Rouen 2003,
- Armada 2008,
- Armada 2013
- Armada 2019

Présence à Brest :
- Brest 2000, Brest 2004, Tonnerres de Brest 2012 [1].